# Album of the Year (musikalbum)
Album of the Year är Faith No Mores sjätte studioalbum, utgivet den 3 juni 1997. Albumet blev det sista innan bandet splittrades i mars 1998. Sedan bandet återförenades 2009 har även albumet Sol Invictus släppts.

## Låtförteckning
All sångtext är skriven av Mike Patton. 
| Nr  | Titel                          | Längd |
| --- | ------------------------------ | ----- |
| 1.  | Collision                      | 3:24  |
| 2.  | Stripsearch                    | 4:29  |
| 3.  | Last Cup of Sorrow             | 4:12  |
| 4.  | Naked in Front of the Computer | 2:08  |
| 5.  | Helpless                       | 5:26  |
| 6.  | Mouth to Mouth                 | 3:48  |
| 7.  | Ashes to Ashes                 | 3:37  |
| 8.  | She Loves Me Not               | 3:29  |
| 9.  | Got That Feeling               | 2:20  |
| 10. | Paths of Glory                 | 4:17  |
| 11. | Home Sick Home                 | 1:59  |
| 12. | Pristina                       | 3:51  |

| 13. | The Big Kahuna (Japanese or limited edition bonus track)                  | 3:07 |
| 14. | Light Up & Let Go (Japanese or limited edition bonus track)               | 2:20 |
| 15. | Last Cup of Sorrow (Rammstein mix) (Limited edition bonus track)          | 4:23 |
| 16. | Ashes to Ashes (Hardknox Alternative mix) (Limited edition bonus track)   | 6:47 |
| 17. | She Loves Me Not (Spinna Crazy dub mix) (Limited edition bonus track)     | 4:41 |
| 18. | Last Cup of Sorrow (Sharam Vs FNM Club mix) (Limited edition bonus track) | 7:24 |

| 1. | Last Cup of Sorrow (Bigfoot and Wildboy mix) | 8:44 |
| 2. | Last Cup of Sorrow (Bonehead mix)            | 4:54 |
| 3. | Ashes to Ashes (Hardknox Horned Hand mix)    | 6:47 |
| 4. | Ashes to Ashes (Automatic 5 dub)             | 6:10 |
| 5. | She Loves Me Not (Spinna Main mix)           | 4:41 |
| 6. | Ashes to Ashes (Dillinja mix)                | 5:30 |

| 1. | Pristina (Billy Gould mix)                                     | "Last Cup of Sorrow" single                     | 4:14 |
| 2. | Last Cup of Sorrow (Roli Mosimann mix)                         | "Last Cup of Sorrow" single                     | 6:23 |
| 3. | She Loves Me Not (Spinna Main mix)                             | Bonus disc of Album of the Year Limited Edition | 4:36 |
| 4. | Ashes to Ashes (DJ Icey & Maestro mix)                         | "Ashes to Ashes" CD single                      | 6:05 |
| 5. | Light Up & Let Go                                              | "Ashes to Ashes" CD single                      | 2:17 |
| 6. | The Big Kahuna                                                 | "Ashes to Ashes" CD single                      | 3:04 |
| 7. | This Guy's In Love With You (Burt Bacharach, Hal David) (Live) | "I Started a Joke" single                       | 4:19 |
| 8. | Collision (Live)                                               | "Stripsearch" CD single                         | 3:28 |

## Medverkande
- Mike Patton – sång
- Jon Hudson – gitarr
- Billy Gould – bas, producent
- Roddy Bottum – keyboards
- Mike Bordin – trummor